# دم‌چنگالی‌ها
دم‌چنگالی‌ها (نام علمی: Ischnura) نام یک سرده از تیره سنجاقک‌های برکه است که اعضای آن در سراسر جهان، از جمله جزیره‌های اقیانوسی، یافت می‌شوند.